# اوتاگاوا کونی‌سادا
اوتاگاوا کونی‌سادا (ژاپنی: 歌川 国貞؛ ۱۷۸۶ – ۱۲ ژانویه ۱۸۶۵) همین‌طور مشهور به اوتاگاوا تویوکونی سوم، یکی از طراحان مشهور و موفق اوکی‌یوئه چاپ‌نقش چوبی در ژاپن قرن نوزدهم بود. شهرت او در زمانه خودش، به مراتب بیش‌تر از هنرمندان معاصرش، هوکوسائی، هیروشیگه و اوتاگاوا کونی‌یوشی بوده است.